# Fruttosio fosfato

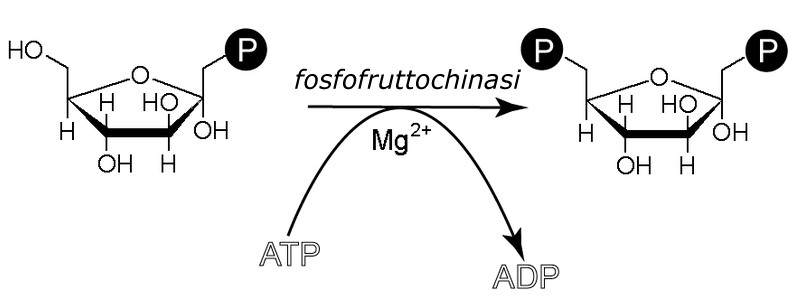
La sintesi del fruttosio-1,6-bisfosfato a partire da fruttosio-6-fosfato (durante la glicolisi), catalizzata dall'enzima fosfofruttochinasi

Un fruttosio fosfato è uno zucchero fosfato a base di fruttosio. Come la maggior parte degli zuccheri fosfati, i vari fruttosio fosfati hanno spesso un ruolo fondamentale nel metabolismo energetico.
In particolare, il fruttosio 6-fosfato (detto anche estere di Neuberg, dal nome del biochimico tedesco Carl Neuberg) ed il fruttosio 1,6-bisfosfato sono due intermedi chiave della glicolisi e della gluconeogenesi.